# 1000 km di Digione
La 1000 km di Digione è stata una corsa automobilistica di velocità in circuito.

## Albo d'oro
Dati relativi al solo Campionato del mondo sportprototipi.
| Anno | Nome               | Piloti                                     | Vettura    | Resoconto |
| ---- | ------------------ | ------------------------------------------ | ---------- | --------- |
| 1973 | 1000 km di Digione | Henri Pescarolo Gérard Larrousse           | Matra      | Resoconto |
| 1975 | 800 km di Digione  | Arturo Merzario Jacques Laffite            | Alfa Romeo | Resoconto |
| 1976 | 6 Ore di Digione   | Jacky Ickx Jochen Mass                     | Porsche    | Resoconto |
| 1978 | 6 Ore di Digione   | Bob Wollek Henri Pescarolo                 | Porsche    | Resoconto |
| 1979 | 6 Ore di Digione   | Reinhold Joest Volkert Merl Mario Ketterer | Porsche    | Resoconto |
| 1980 | 1000 km di Digione | Henri Pescarolo Jürgen Barth               | Porsche    | Resoconto |
| 1989 | 480 km di Digione  | Bob Wollek Frank Jelinski                  | Porsche    | Resoconto |
| 1990 | 480 km di Digione  | Jean-Louis Schlesser Mauro Baldi           | Sauber     | Resoconto |